# Квадво Дуа
Квадво Дуа (енгл. Kwadwo Antwi Duah; Лондон, 24. фебруар 1997) је професионални фудбалер који игра као нападач за бугарски прволигаш Лудогорец Разград и репрезентацију Швајцарске.
Дуа је рођен у Лондону, Енглеска, а као млад преселио се у Швајцарску. Он је Ганског порекла и има двојно држављанство, задржао је Ганско а преузео Швајцарско.

## Играчка каријера

### Клубови
Дуах је производ за млађих категорија из БСЦ Јанг бојсаа. Дебитовао је у швајцарској Супер лиги 30. јула 2016. против ФК Лугано, заменивши Јорика Равета после 78 минута.
Дана 24. јуна 2022. Дуа је потписао уговор са 2. Бундеслигашким клубом 1. ФК Нирнберг. После годину дана играња у Нирнбергу, 19. јула 2023. године Дуа је потписао уговор са бугарским прволигашем Лудогорецем.

### Репрезентација
Дуа је дебитовао за репрезентацију Швајцарске 4. јуна 2024. у пријатељској утакмици против Естоније. Дана 7. јуна селектор Швајцарске је објавио списак од 26 играча за УЕФА Еуро 2024. где се налазило и његово име. На ЕП 2024. на утакмици одиграној 15. јуна постигао је свој први интернационални гол у победи Швајцарске над Мађарском резултатом 3 : 1 у првој утакмици Швајцарске на турниру.